# 神宮丸太町站

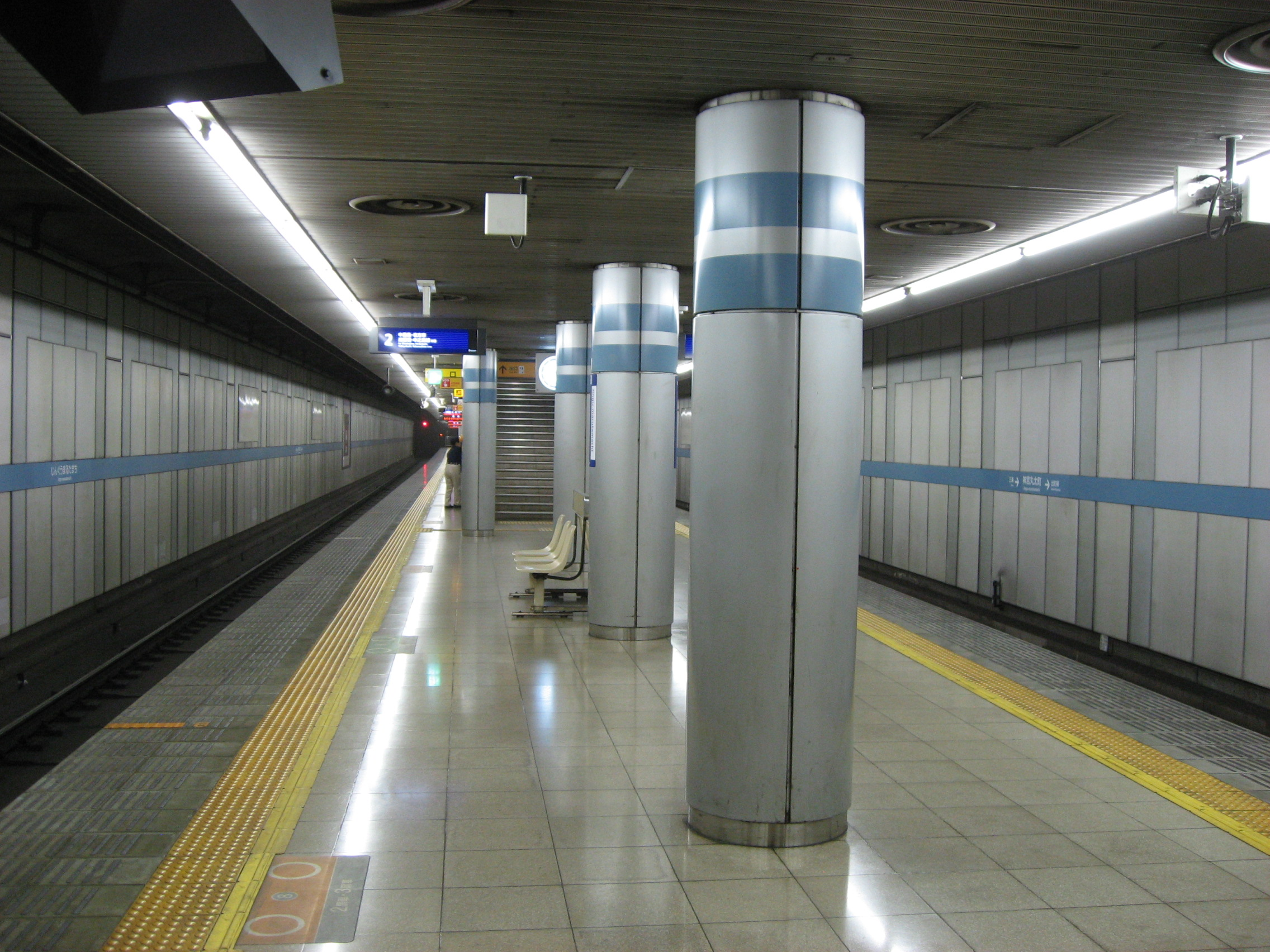
月台

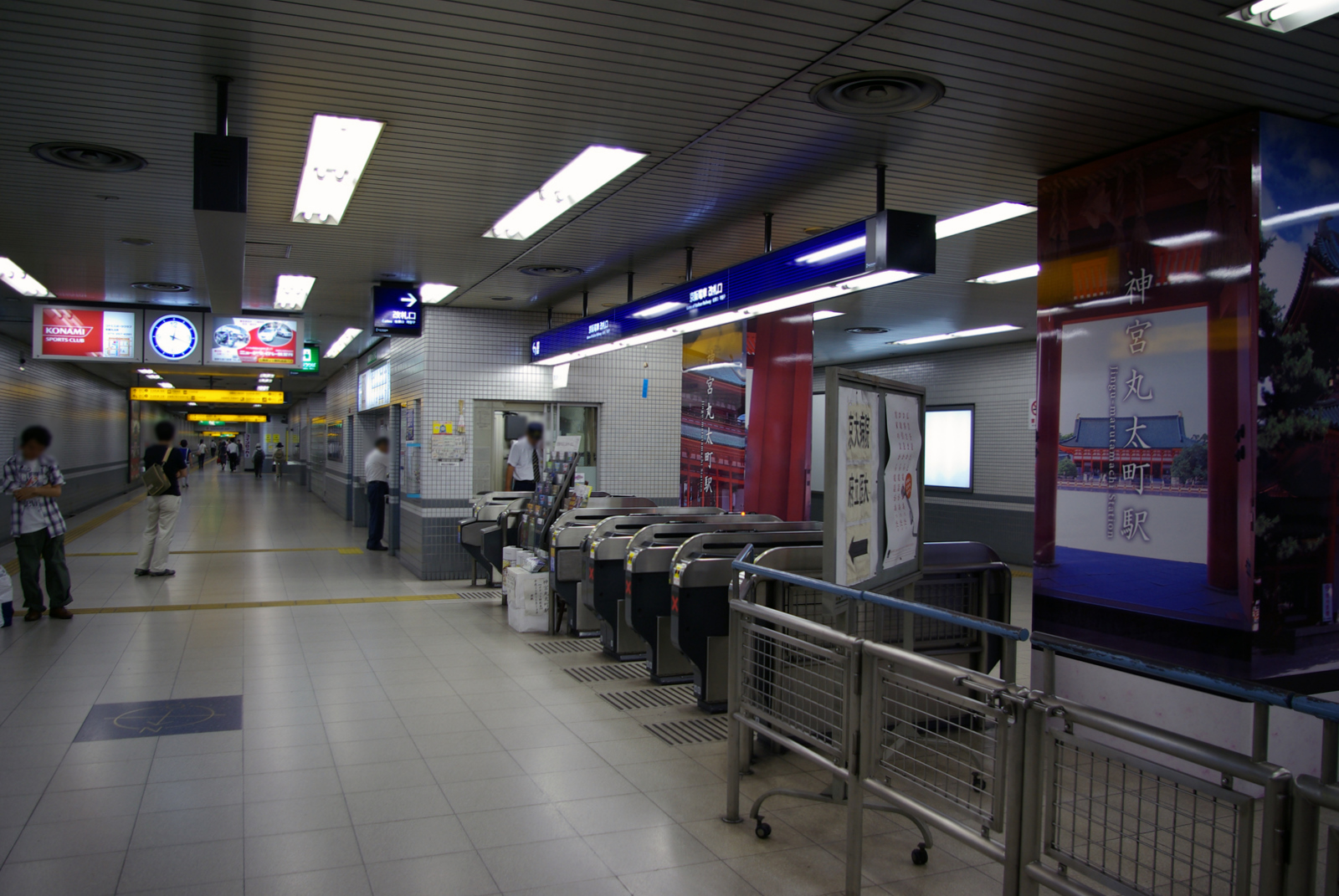
閘口附近

神宮丸太町站（日语：／ Jingū-Marutamachi eki */?）是一個位於日本京都府京都市左京區，屬於京阪電氣鐵道鴨東線的鐵路車站。車站編號為KH41。舊名丸太町站。站名的「神宮」是指車站東方的平安神宮。

## 車站構造
島式月台1面2線的地底車站。車站月台的顏色為湖水藍色。
共有地下2層，地下1樓為閘口、大堂，地下2樓為月台。閘口只設1處。

### 月台配置
| 月台 | 路線             | 方向 | 目的地                               |
| ---- | ---------------- | ---- | ------------------------------------ |
| 1    | 鴨東線           | 上行 | 往出町柳                             |
| 2    | 鴨東線、京阪本線 | 下行 | 中書島、枚方市、淀屋橋、中之島線方向 |

※兩個月台的有效長度均為8節。

## 使用情況
2009年11月10日上下車人次為10,694人。近年1日使用人數推移如下表。
| 年度   | 上下車人次 | 上車人次 |
| ------ | ---------- | -------- |
| 2007年 | 10,490     | 4,661    |
| 2008年 | 10,541     | 5,181    |
| 2009年 | 11,178     | 5,342    |
| 2010年 | 10,795     | 5,200    |
| 2011年 | 10,058     | 4,721    |
| 2012年 | 10,197     | 4,679    |
| 2013年 | 9,622      | 4,723    |
| 2014年 | 9,969      | 4,934    |
| 2015年 | 10,730     | 5,290    |
| 2016年 | 9,157      | 4,499    |
| 2017年 | 8,767      | 4,244    |
| 2018年 | 8,564      | 4,112    |

## 相鄰車站
京阪電氣鐵道
 鴨東線
■快速特急「洛樂」、□Liner、■特急、■通勤快急、■快速急行
通過
■急行、■通勤準急（只限平日下行）、■準急、■普通
三條（KH40）－神宮丸太町（KH41）－出町柳（KH42）

## 外部連結
- 神宮丸太町 - 京阪電氣鐵道